# El mago
El mago (en francés: Le Sorcier; pronunciado /lə sɔʁsje/) es una película muda francesa de cuatro minutos de duración dirigida por Georges Méliès y distribuida por Star Film Company con el número de catálogo 473–475. Esta cinta fue estrenada el 25 de julio de 1903 en los Estados unidos bajo el título Revenge Is Sweet. 

## Argumento
Un hechicero condenado por la justicia del rey implora la clemencia de su majestad prometiendo mostrarle jóvenes maravillosas. Primero complace al rey con algunos trucos de magia, pero poco después suplanta al rey en el trono.

## Producción
Méliès interpreta al hechicero, cuya magia se crea utilizando una combinación de producción teatral, escotillas, doble exposición, fundidos y stop trick.